# Gara Târgu Ocna
Gara Târgu Ocna (cunoscută în trecut ca „Gara Mare”) este o stație feroviară din orașul Târgu Ocna, aflată pe magistrala CFR 501 (Sfântu Gheorghe–Siculeni–Adjud).

## Istoric

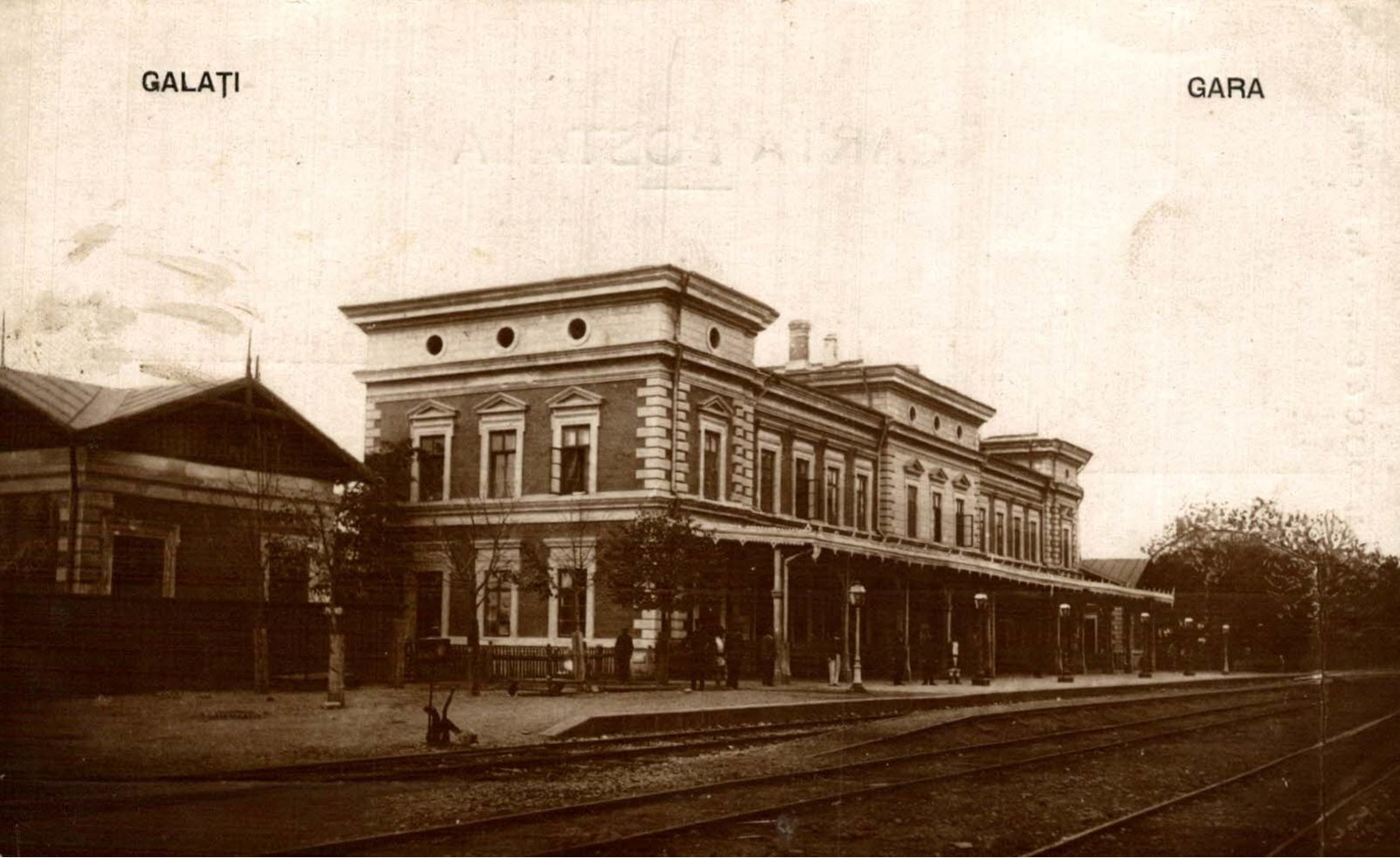
Clădirea gării. De remarcat identificarea greșită a vremii a gării din Târgu Ocna cu cea din Galați

În anul 1867 un consorțiu anglo-austriac s-a oferit să ia concesiunea construirii și exploatării liniei de cale ferată Ițcani-Galați, cu o ramură spre Iași și alta spre Târgu Ocna, dar guvernul român nu a acordat decât construirea liniei Ițcani-Roman, cu ramurile Pașcani-Iași și Verești-Botoșani.
Abia în anul 1875 se concesiona construirea căilor ferate Ploiești-Predeal și Adjud-Târgu Ocna englezului George B. Crawley, deși pentru ultima linie Gr. Heliad făcuse o ofertă mai avantajoasă.
Concesionarul Crawley (1875-1876) a folosit ca mecanism de tipizare a gării clasa a II-a (de pe scara proiectată I-IV). Cum, inițial, linia Ploiești-Predeal ar fi trebuit realizată în paralel cu linia Adjud-Târgu Ocna, gările tip erau, în documentația de construire, exemplificate pe amplasamente pereche, câte unul de pe fiecare traseu, astfel omoloaga celei de la Târgu Ocna era gara Câmpina.
Prin Decretul Regal nr. 1099, din 16 aprilie 1881, se hotăra trecerea la construcția căii ferate de către Direcția liniei Adjud-Târgu Ocna, sub conducerea inginerului Anghel Saligny. Calea ferată a fost inaugurată la data de 22 iunie 1884 pentru traficul de călători, când s-a dat în folosință „Gara Mare”, și la 28 septembrie 1884 pentru traficul de marfă. Construirea liniei ferate și a gării a fost încredințată tot inginerului Anghel Saligny.
Pentru linia între Adjud și Târgu Ocna (1884) existau proiecte elaborate încă din deceniul anterior, de când ar fi trebuit ca acest tronson să fie executat în paralel cu cel dintre Ploiești și Predeal. Pentru stațiile intermediare (Urechești, Bâlca, Căiuți și Onești), proiectele deja existente (elaborate de Crawley) sunt puse în aplicare fără modificări, ceea ce înseamnă că, în aceste cazuri, nu mai poate fi vorba de imitarea unui model, ci de preluarea lui integrală. Pentru stația terminus Târgu Ocna, în schimb, este întocmit un proiect nou, probabil cel mai elaborat și mai inovator din categoria „gărilor de imitație” și care pune în operă formula compozițională cu trei corpuri principale (unul central și două laterale). Elementele decorative de fațadă (bosaje, ancadramente, cornișe) sunt utilizate într-un mod mult mai subtil și mai variat față de alte stații feroviare. De asemenea, este folosită, pentru corpurile secundare, placarea cu cărămidă aparentă, procedeu ce va deveni curent în deceniile următoare.
Gara din Târgu Ocna reprezintă obiectivul care a făcut trecerea între faza de imitație și faza originală a arhitecturii feroviare din România, fiind un experiment singular. Nu se cunoaște autorul acestui proiect.
De la „Gara Mare” plecau birje spre stațiunea Slănic, acestea ajungând în număr de 100.
Pentru transportul sării de la salină la „Gara Mare” s-au folosit pentru puțin timp carele.
Anghel Saligny a fost proiectantul „Teledinamicului de la Târgu Ocna” - primului funicular din România, inaugurat la 1 februarie 1885. Executarea construcției s-a realizat cu Arbenz și Wolff, reprezentanții Casei Adolf Bleichert din Leipzig. A funcționat numai 11 ani (1 februarie 1885 - 30 octombrie 1896), funicularul fiind înlocuit de o linie de cale ferată industrială pentru transportul sării de la magaziile salinei Târgu Ocna la Halta CFR Salina. Funicularul transporta pe o distanță de 2.100 de metri, zece vagoane de sare (zece tone în total), 13 700 t/an, cu o viteză de 1,25 m/s. Calea de rulare era compusă din 4 cabluri din care, cele două de tracțiune erau fără sfârșit, având fiecare 72 fire de oțel x 1,4 mm (diametru total fiind 18 mm) și două cabluri fixe pentru circulația vagonetului plin, având 19 fire oțel x 6,2 mm (diametru total = 33 mm) și pentru circulația vagonetului gol, având 19 fire oțel x 4,8 mm (diametru total = 24 mm), fiind acționate printr-un sistem de scripeți de un motor cu abur, fabricat de atelierele Julius Soedung - Heyede - Hoerde din Germania, cu căldare verticală cu 25 de țevi fierbătoare. Susținerea căii de rulare era făcută pe 14 stâlpi din stejar; distanța maximă între doi stâlpi fiind 155 m iar înălțimea maximă 21 m.
Stația Târgu Ocna, proiectată de Anghel Saligny și inaugurată la 24 iunie 1884, a fost, până în 1899, cap de linie. Aici se găseau magaziile care preluau mărfurile destinate tuturor localităților de pe Valea Trotușului, de la Târgu Ocna până la Palanca.
În anul 1888 au început lucrările de terasament între „Gara Mare” și viitoarea haltă „Saline” până la magaziile de sare din salină, unde sarea se încărca direct în vagoane de cale ferată. După construirea tunelului de la „Cireșoaia” (1897-1898), calea ferată a fost prelungită până la Comănești și ulterior până la Ghimeș, lucrările fiind coordonate de inginerul Elie Radu.
Datorită bogăției zăcământului de sare de la Târgu Ocna, Austro-Ungaria și România au fost interesate să construiască și au și realizat în anul 1897, o cale ferată transcarpatică prin pasul Ghimeș-Palanca pe Valea Trotușului, pentru realizarea legăturii dintre Transilvania și Moldova.